# Stade de Gerland
Pour les articles homonymes, voir Matmut Stadium et Gerland (homonymie).
Matmut Stadium Gerland
Le stade de Gerland, dont le nom publicitaire est Matmut Stadium Gerland, est la deuxième enceinte sportive de l'agglomération lyonnaise, derrière le Groupama Stadium. Il est situé dans le 7e arrondissement, dans le quartier de Gerland. Sa capacité d'accueil est aujourd'hui de 35 029 personnes à la suite de différents travaux.
Il fait l’objet d’une inscription au titre des monuments historiques depuis le 4 octobre 1967,.

## Histoire

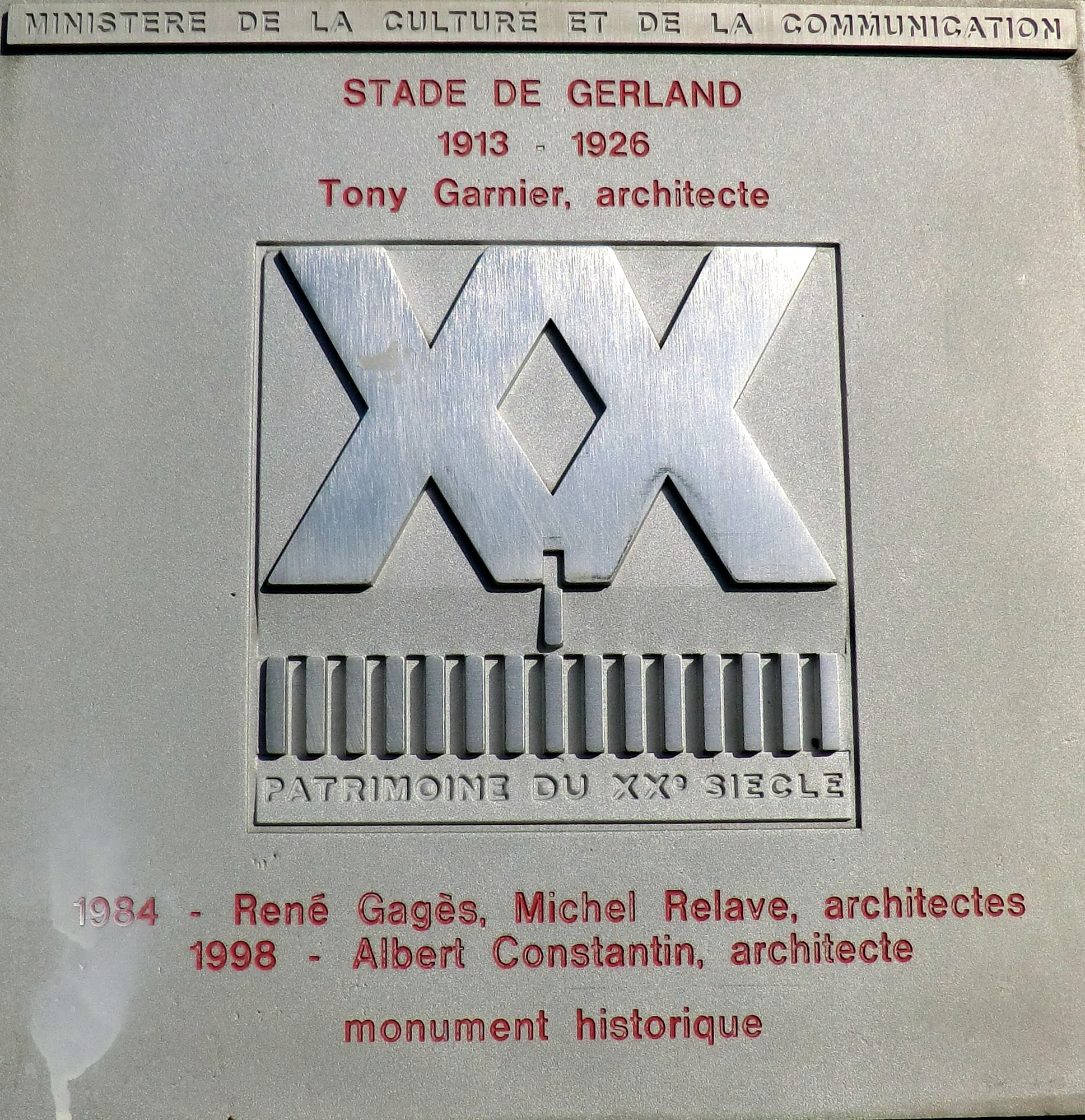
Plaque indiquant la classification en Patrimoine du XXe siècle et les architectes du stade.

Œuvre de l'architecte lyonnais Tony Garnier, le stade de Gerland est mis en chantier en 1913. L'idée est alors de le terminer pour l'Exposition internationale de 1914, mais le délai est trop court : une première phase est alors proposée avec quelques pistes, une tribune et des vestiaires. La Grande Guerre provoque la suspension des travaux qui reprennent en 1919, avec l'aide de prisonniers de guerre allemands. L'enceinte est finalement opérationnelle en 1920. Elle doit initialement accueillir un match de huitième de finale de la Coupe du monde de football 1938 mais n'est pas utilisée lors de l'événement en raison du forfait de l'équipe d'Autriche consécutif à l'Anschluss.
Le stade est finalement inauguré en 1926, même si des modifications, notamment sur l'entrée principale, sont effectuées jusqu'en 1932.

### Stade nautique de Gerland

Stade nautique de Gerland à Lyon

La piscine olympique en surélévation, avec son plongeoir de 10 m est construite en 1929, bien que prévue par Tony Garnier dans son projet initial de 1913 « Plan général des sports » et incluse dans le programme « Sport et Éducation physique » de l'Exposition universelle de 1914. Elle prendra la place du « Quartier des athlètes » jamais concrétisé. Les vestiaires qui y étaient adjoints ne seront construits que plus tard par d'autres architectes. Les difficultés financières de la ville de Lyon au sortir de la première guerre mondiale ont brouillé la réalisation complète de l'urbanisme sportif du sud de Gerland conçu par Tony Garnier. La piscine est impactée dans le projet « jardins du LOU ».

### Olympique lyonnais
L'Olympique lyonnais en a été le club résident de 1950 à 2015. Le Lyon olympique universitaire évoluait avant cette date au stade des Iris à Villeurbanne. Ne disposant pas de tribunes couvertes à son inauguration, le stade connaît des vagues d'aménagements successifs. La piste cycliste qui ceinture le terrain de football est ainsi sacrifiée dès la fin des années 1960 afin d'augmenter la capacité d'accueil dépassant alors la barre des 50 000 places, soit 51 860 places en 1984 pour accueillir des matchs du Championnat d'Europe de football. Les sept couloirs olympiques d'athlétisme en cendrée, qui avaient été mis en tartan au début des années 1970 sont également détruits et remplacés par des fosses.
En 1986, il est le théâtre d'une manifestation religieuse, lors de la visite apostolique en France du pape Jean-Paul II, le 5 octobre 1986, qui rassemble 53 000 personnes.

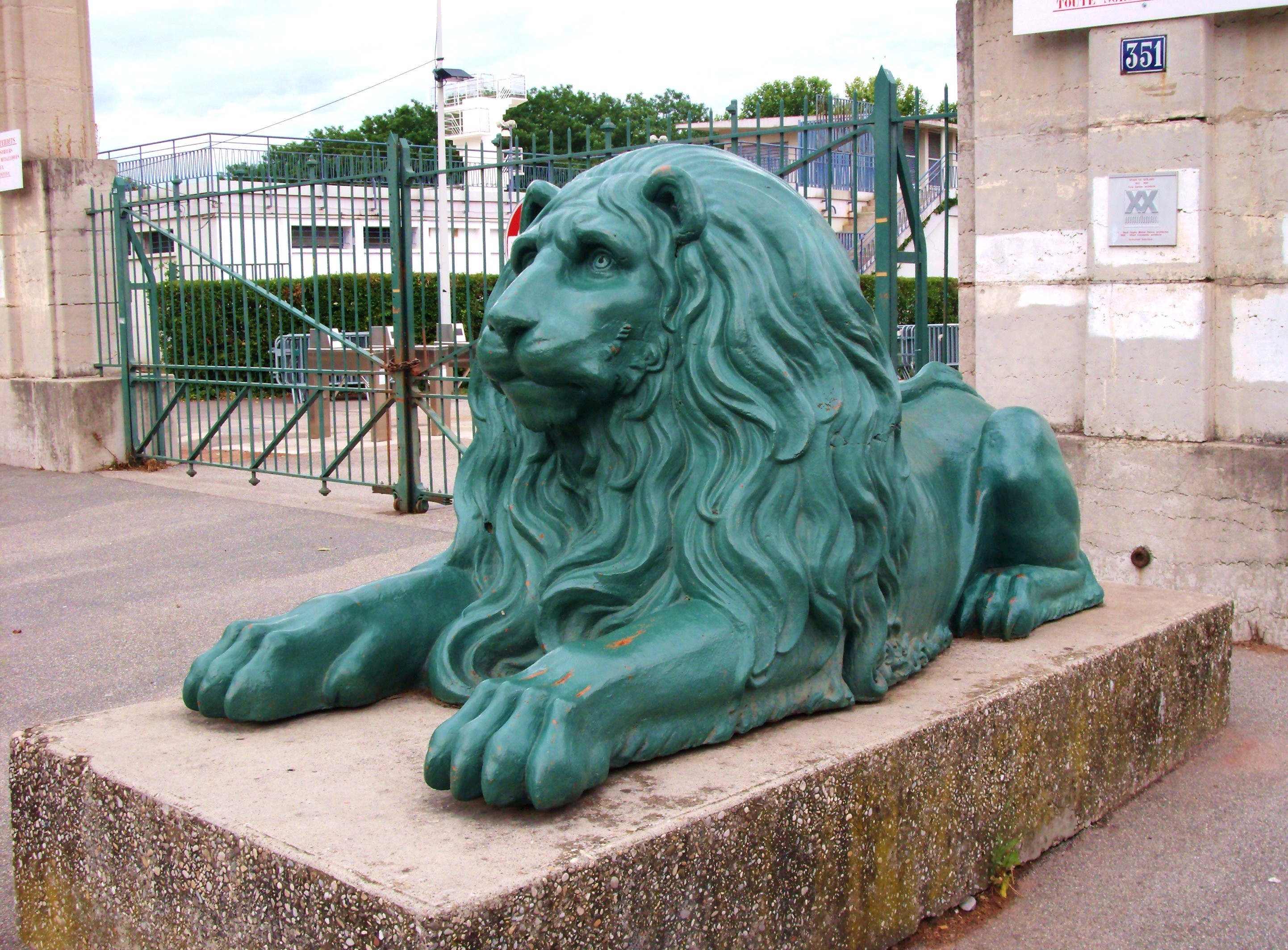
Un des deux lions gardant l'entrée principale du stade de Gerland et qui équipait autrefois le pont la Feuillée.

Afin de recevoir la Coupe du monde de football en 1998, le stade subit de nombreux changements. Tout d'abord, les deux virages sont démolis, à l'exception du mur d'enceinte composé d'arcades, et reconstruits. Désormais couverts, ils sont beaucoup plus proches du terrain que les anciens, mais ont également perdu en capacité. D'autre part, les tribunes latérales voient leurs sièges entièrement changés : les anciens bancs en bois sont remplacés par des places individuelles. La capacité du stade est ainsi réduite à 43 051 places. Pendant l'été 2005, à l'instar de la tribune Jean-Jaurès, la tribune Jean-Bouin est dotée de loges afin d'attirer de nouveaux partenaires à l'Olympique lyonnais. Le stade perd quelques places à la suite de cette modification. En janvier 2007, et pour la première fois depuis la construction du stade, la pelouse est entièrement changée par une nouvelle en provenance du Portugal.
Le 5 décembre 2015 lors de la 17e journée de Ligue 1 le stade de Gerland referme ses portes au Championnat de France, sur une défaite 2 buts à 0 contre Angers SCO pour laisser place au Parc Olympique lyonnais, l'OL évolue dans cette nouvelle enceinte depuis le 9 janvier 2016 lors de la 20e journée de Ligue 1 (victoire 4-1 contre Troyes). L'OL a disputé son ultime match au stade de Gerland lors des huitièmes de finale de la Coupe de la Ligue le 16 décembre 2015 (victoire 2-1 contre Tours). Claudio Beauvue, auteur d'un doublé ce jour-là, reste ainsi le dernier buteur lyonnais dans l'enceinte de Gerland.

### LOU Rugby

#### Installation au Matmut Stadium
Avec le déplacement des rencontres du club de football de l'Olympique lyonnais au  parc Olympique lyonnais, le stade de Gerland devient un stade de rugby à XV avec le Lyon olympique universitaire (LOU) qui y élit domicile en 2017, après avoir rejoint l'élite du Top 14. Le stade est renommé « Matmut Stadium » et reprend donc le nom de l'ancien stade du club, à Vénissieux.
Le club avait déjà joué à Gerland, lors d'un derby de Pro D2 contre Oyonnax le 19 avril 2011, devant pas moins de 35 666 spectateurs. En revanche, si les matchs de la fin de saison 2016-2017 se disputent dans la configuration originale du stade, une importante reconfiguration de l'enceinte est entreprise entre mai et août 2017 par le cabinet AIA Architecte, pour un coût de 38 M€. L'ambition est de faire du stade un levier du développement économique et sportif du club.

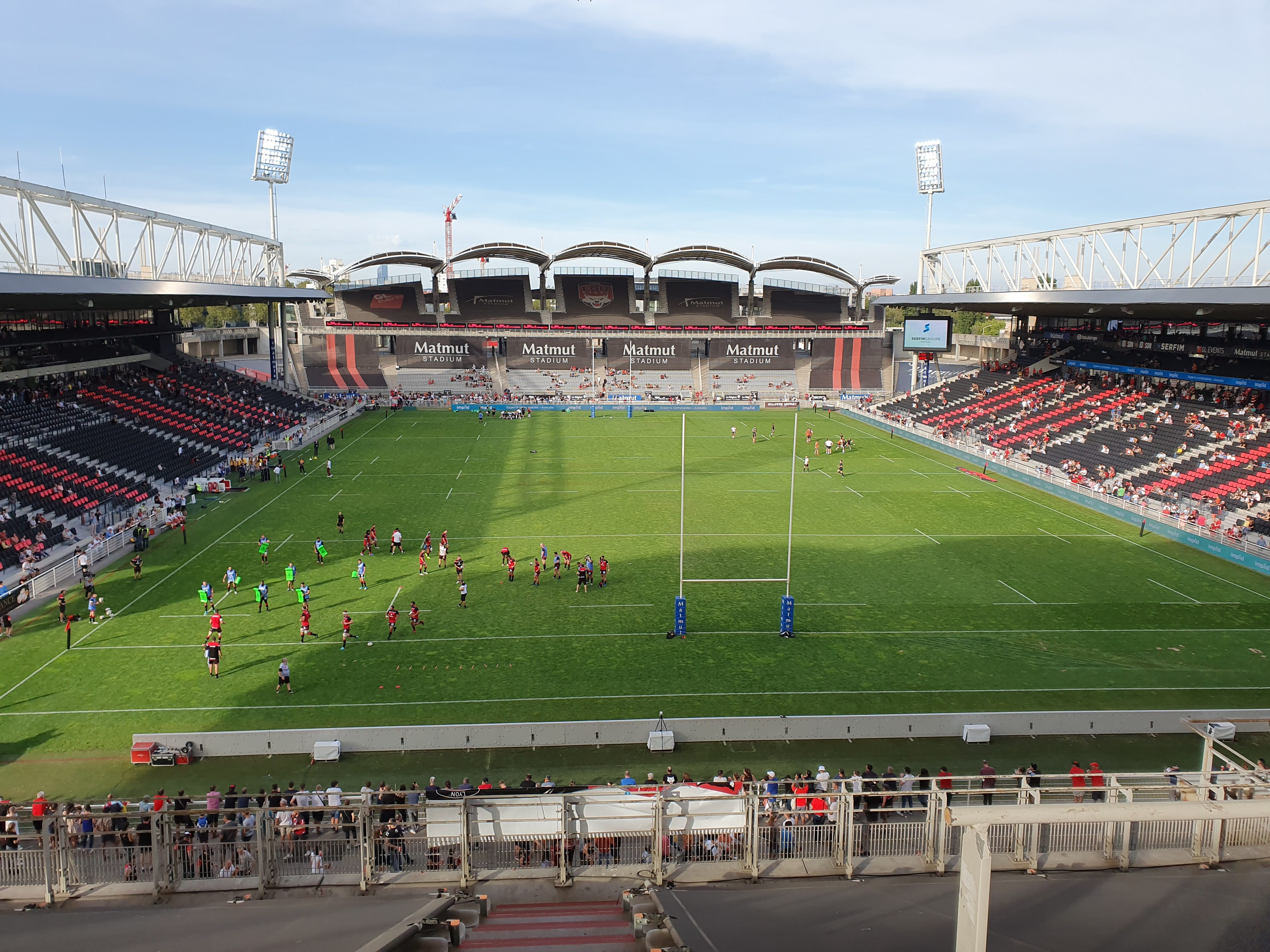
Matmut Stadium de Gerland en 2019, après rénovation.

La capacité du stade passe ainsi à 35 029 places dans sa configuration maximale. Hormis les matchs de gala, les blocs supérieurs des virages et les extrémités des virages sont bâchées, réduisant la capacité usuelle à 25 000 places. La fosse entre les tribunes et le terrain est supprimée, permettant de rapprocher les gradins et d'installer un pesage au pied des virages Nord et Sud. Les deux tribunes latérales sont entièrement rénovées, avec notamment l'ajout de sièges noirs et rouges aux couleurs du club, plus confortables et plus larges. Enfin, 5 000 m2 d'espaces VIP et événementiels sont installés.
Grâce à un bail de 60 ans sur 20 hectares appartenant à la métropole, le siège social du club, un centre d'entrainement comprenant notamment une salle de musculation, une brasserie et des boutiques sont installés.
Le 8 juin 2021, le passage à une pelouse synthétique en remplacement de la pelouse naturelle est annoncé par le club.
Le club poursuit son développement, avec l'ouverture en 2022 d'un hôtel de haut standing à proximité du stade, le Ruck Hotel. Enfin, la piscine historique de Gerland est entièrement rénovée entre 2021 et 2024, pour 13 millions d'euros, permettant de recréer le rêve de Tony Garnier de faire de Gerland la cité du sport de Lyon.
Le club dispute sa toute première rencontre à Gerland en tant que club résident le 21 janvier 2017 contre Grenoble, pour un match de Challenge européen remporté 57-13. 12 080 spectateurs y assistent.

#### Un succès croissant
Le LOU dispute toute la saison 2017-2018 dans son stade rénové. Plus de 14 000 spectateurs assistent en moyenne aux matchs de TOP 14. C'est une saison historique pour le club, qui se qualifie pour la première fois en demi-finales du TOP 14, disputées au Groupama Stadium.
En 2019, le club prend sa revanche sur Montpellier, qu'il élimine en match de barrage devant 17 002 spectateurs, record de la saison.
Avant l'annulation de la fin de la saison 2019-2020 du fait de la pandémie de Covid-19, le club connait aussi un succès populaire, avec une affluence moyenne de 14 478 spectateurs pour les matchs de TOP 14. Le 23 novembre 2019, le club connait par ailleurs son record d'affluence pour une rencontre de Champions Cup, avec 15 577 personnes présentes à l'occasion de la réception du Leinster.
Après deux saisons marquées par des jauges sanitaires, la saison 2022-2023 est celle de tous les records. Le club dépasse pour la première fois les 200 00 spectateurs sur la saison de TOP 14, et compte près de 16 500 spectateurs par match. Le 28 mai 2023, pour le dernier match de la saison régulière, le stade est à guichets fermées pour la réception de l'Aviron Bayonnais, avec 24 556 personnes présentes. Les médias et les joueurs saluent à cette occasion les transformations positives du stade, qui permettent de fidéliser le public. Les animations sur le parvis, la liberté de circulation dans l'enceinte du stade, la création d'une tribune enfant et d'une tribune étudiants sont parmi les raisons d'un succès populaire croissant.

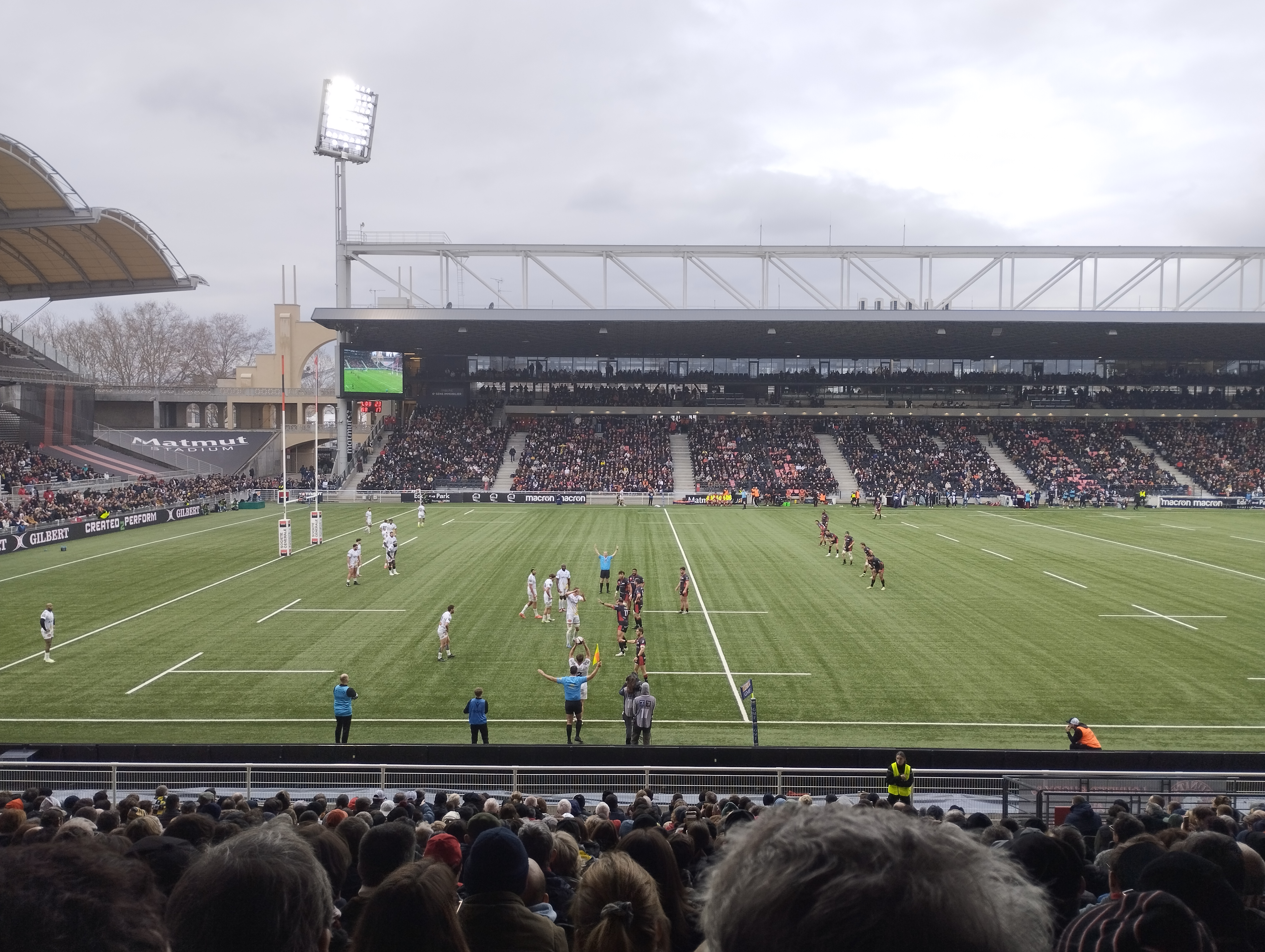
LOU-Stade Rochelais, 17 février 2024 (28-17). Affluence : 18 453 spectateurs

Cette réussite permet au club d'intégrer pour la première fois le podium des plus grandes affluences moyennes du TOP 14, avec une moyenne record de 17 710 spectateurs lors de la saison 2023-2024. Le 8 juin 2024, le club bat son record d'affluence en remplissant intégralement son stade pour la première fois : 32 306 spectateurs assistent à la victoire du LOU contre le Stade Toulousain, futur champion de France.
Si le club ne parvient pas à se qualifier pour la phase finale, cette saison illustre néanmoins la très grande solidité des Lyonnais dans leur stade. Le club remporte 12 de ses 13 matchs à domicile, ce qui le place au 2e rang national, derrière Toulouse, mais devant l'Union Bordeaux-Bègles, finaliste du Championnat cette année. Le LOU enchaine également 13 victoires consécutives à domicile à cheval avec la saison 2024-2025, son record hors période de confinement. Depuis la saison 2017-2018, Le LOU est par ailleurs invaincu à domicile par le Stade Toulousain, pourtant 4 fois champion de France sur la période (2019, 2021, 2023, 2024). Il s'agit de la plus longue série en cours au sein du Top 14.
Le 18 janvier 2025, 15 620 personnes assistent à la victoire du LOU contre les Cheetahs en Challenge Cup, record absolu d'affluence du club pour une rencontre de Coupe d'Europe de rugby.
| Saison    | Matchs | Affluence | Moyenne   | Record saison                       |
| --------- | ------ | --------- | --------- | ----------------------------------- |
| 2016-2017 | 6      | 87 836    | 14 639    | 21 465 (Clermont, 29 avril 2017)    |
| 2017-2018 | 14     | 184 041   | 14 157    | 19 205 (Montpellier, 5 mai 2018)    |
| 2018-2019 | 13     | 195 354   | 13 955    | 18 016 (Clermont, 24 février 2019)  |
| 2019-2020 | 9      | 130 301   | 14 478    | 16 256 (Toulon, 25 janvier 2020)    |
| 2020-2021 | 13     | Huis-clos | Huis-clos | Huis-clos                           |
| 2021-2022 | 13     | 179 423   | 13 802    | 20 800 (La Rochelle, 5 juin 2022)   |
| 2022-2023 | 14     | 230 852   | 16 489    | 24 556 (Bayonne, 28 mai 2023)       |
| 2023-2024 | 13     | 230 226   | 17 710    | 32 306 (Toulouse, 8 juin 2024)      |
| 2024-2025 | 13     | 232 459   | 17 881    | 31 687 (Toulouse, 22 décembre 2024) |

#### Accessibilité
Malgré un succès populaire des matchs à Gerland, et une desserte de transports en commun très efficace, les problèmes d'accessibilité continuent de susciter des difficultés d'accès les jours du match. En effet, la reconfiguration du stade oblige tous les spectateurs à entrer par l'avenue Jean-Jaurès, créant parfois de la congestion. Après le match, sortir du stade en voiture est également compliqué, du fait de travaux sur la voirie de l'avenue Tony-Garnier appelés à durer jusqu'à 2025 a minima, et perturbant considérablement la fluidité du trafic.

## Configuration
Le stade comprend deux virages : le Nord et le Sud, et deux tribunes se faisant face, la tribune Jean-Jaurès et la tribune Jean-Bouin, rebaptisées depuis l'arrivée du LOU en tribunes Serfim et tribune Sixième Sens Immobilier

### De 2005 à 2017
- Capacité totale : 41 842 places individuelles, couvertes et numérotées[23]
- Tribunes :
  - Officielle : Jean Jaurès (8 544 places)
  - Latérale : Jean-Bouin (9 777 places)
  - Virage Tony Garnier (12 429 places)
  - Virage Coubertin (12 301 places)

Les sièges sont en majorité de couleur blanche, ainsi que rouge et bleu en tribune Jean Jaurès.

### À partir de 2017
- Capacité totale : 35 029 places[2]
- Tribunes :
  - Officielle : 6e Sens Immobilier (5 600 places)
  - Latérale : Serfim (5 400 places)
  - Virage Nord (12 429 places)
  - Virage Sud (12 301 places)

Les sièges des tribunes latérales sont aux couleurs rouge et noire du club.

## Records
Le record d'affluence fut enregistré le 9 septembre 1980 avec 48 552 spectateurs pour le derby entre l'Olympique lyonnais et l'AS Saint-Étienne.
Olympique Lyonnais
| Meilleures affluences de l'Olympique Lyonnais en Ligue 1 depuis la remontée en 1989 | Meilleures affluences de l'Olympique Lyonnais en Ligue 1 depuis la remontée en 1989 | Meilleures affluences de l'Olympique Lyonnais en Ligue 1 depuis la remontée en 1989 | Meilleures affluences de l'Olympique Lyonnais en Ligue 1 depuis la remontée en 1989 |
| N°                                                                                  | Saison                                                                              | Adversaire                                                                          | Affluence                                                                           |
| ----------------------------------------------------------------------------------- | ----------------------------------------------------------------------------------- | ----------------------------------------------------------------------------------- | ----------------------------------------------------------------------------------- |
| 1                                                                                   | 1997-1998                                                                           | Girondins de Bordeaux                                                               | 42 210                                                                              |
| 2                                                                                   | 1998-1999                                                                           | RC Strasbourg                                                                       | 41 440                                                                              |
| 3                                                                                   | 1998-1999                                                                           | AS Monaco                                                                           | 40 727                                                                              |
| 4                                                                                   | 2000-2001                                                                           | RC Strasbourg                                                                       | 40 629                                                                              |
| 5                                                                                   | 1998-1999                                                                           | Olympique de Marseille                                                              | 40 513                                                                              |
| 6                                                                                   | 2005-2006                                                                           | Le Mans FC                                                                          | 40 426                                                                              |
| 7                                                                                   | 1994-1995                                                                           | AS Saint-Etienne                                                                    | 40 397                                                                              |
| 8                                                                                   | 2007-2008                                                                           | Girondins de Bordeaux                                                               | 40 381                                                                              |
| 9                                                                                   | 2006-2007                                                                           | FC Sochaux-Montbéliard                                                              | 40 363                                                                              |
| 10                                                                                  | 2004-2005                                                                           | OGC Nice                                                                            | 40 352                                                                              |
| 11                                                                                  | 2006-2007                                                                           | AS Nancy-Lorraine                                                                   | 40 298                                                                              |
| 12                                                                                  | 2008-2009                                                                           | AS Monaco                                                                           | 40 245                                                                              |
| 13                                                                                  | 2006-2007                                                                           | LOSC                                                                                | 40 165                                                                              |
| 14                                                                                  | 2002-2003                                                                           | En Avant Guingamp                                                                   | 40 152                                                                              |
| 15                                                                                  | 2006-2007                                                                           | FC Nantes                                                                           | 40 149                                                                              |
| 16                                                                                  | 2005-2006                                                                           | FC Sochaux Montbéliard                                                              | 40 117                                                                              |
| 17                                                                                  | 2002-2003                                                                           | AJ Auxerre                                                                          | 40 101                                                                              |
| 18                                                                                  | 2002-2003                                                                           | LOSC                                                                                | 40 083                                                                              |
| 19                                                                                  | 1999-2000                                                                           | CS Sedan                                                                            | 40 080                                                                              |
| 20                                                                                  | 2006-2007                                                                           | Le Mans FC                                                                          | 40 026                                                                              |
| 21                                                                                  | 2014-2015                                                                           | Girondins de Bordeaux                                                               | 39 961                                                                              |
| 22                                                                                  | 2003-2004                                                                           | LOSC                                                                                | 39 944                                                                              |
| 23                                                                                  | 2012-2013                                                                           | PSG                                                                                 | 39 939                                                                              |
| 24                                                                                  | 2007-2008                                                                           | Stade Rennais                                                                       | 39 900                                                                              |
| 25                                                                                  | 1992-1993                                                                           | AS Saint-Etienne                                                                    | 39 883                                                                              |
| 26                                                                                  | 2003-2004                                                                           | Stade Rennais                                                                       | 39 869                                                                              |
| 27                                                                                  | 2006-2007                                                                           | Stade Rennais                                                                       | 39 848                                                                              |
| 28                                                                                  | 2006-2007                                                                           | Valenciennes FC                                                                     | 39 833                                                                              |
| 29                                                                                  | 2005-2006                                                                           | Téfécé                                                                              | 39 794                                                                              |
| 30                                                                                  | 1999-2000                                                                           | Olympique de Marseille                                                              | 39 758                                                                              |

Rugby
| Meilleures affluences de rencontres de rugby à XV à Gerland | Meilleures affluences de rencontres de rugby à XV à Gerland | Meilleures affluences de rencontres de rugby à XV à Gerland | Meilleures affluences de rencontres de rugby à XV à Gerland | Meilleures affluences de rencontres de rugby à XV à Gerland | Meilleures affluences de rencontres de rugby à XV à Gerland |
| N°                                                          | Date                                                        | Equipe 1                                                    | Equipe 2                                                    | Type                                                        | Affluence                                                   |
| ----------------------------------------------------------- | ----------------------------------------------------------- | ----------------------------------------------------------- | ----------------------------------------------------------- | ----------------------------------------------------------- | ----------------------------------------------------------- |
| 1                                                           | 28 mai 1961                                                 | AS Béziers                                                  | US Dax                                                      | Championnat de France                                       | 35 000                                                      |
| 2                                                           | 21 mai 1972                                                 | AS Béziers                                                  | CA Brive                                                    | Championnat de France                                       | 36 161                                                      |
| 3                                                           | 27 février 1999                                             | AS Montferrand                                              | RC Narbonne                                                 | Challenge européen                                          | 31 986                                                      |
| 4                                                           | 11 novembre 2006                                            | France                                                      | Nouvelle-Zélande                                            | Test-match                                                  | 40 674                                                      |
| 5                                                           | 8 septembre 2007                                            | Australie                                                   | Japon                                                       | Coupe du Monde                                              | 40 043                                                      |
| 6                                                           | 11 septembre 2007                                           | Argentine                                                   | Géorgie                                                     | Coupe du Monde                                              | 40 240                                                      |
| 7                                                           | 15 septembre 2007                                           | Nouvelle-Zélande                                            | Portugal                                                    | Coupe du Monde                                              | 40 729                                                      |
| 8                                                           | 19 avril 2011                                               | LOU Rugby                                                   | Oyonnax                                                     | Pro D2                                                      | 35 666                                                      |
| 9                                                           | 23 avril 2017                                               | ASM Clermont-Auvergne                                       | Leinster                                                    | Champions Cup                                               | 40 024                                                      |
| 10                                                          | 8 juin 2024                                                 | LOU Rugby                                                   | Stade Toulousain                                            | Top 14                                                      | 32 303                                                      |

## Événements importants
1938
Le stade de Gerland de Lyon aurait dû accueillir le match de huitièmes de finale Suède-Autriche, mais en raison du forfait de l'Autriche, ce ne fut pas le cas.
1984
Lors de l'Euro 84 de football, le stade de Gerland fut le théâtre de deux rencontres : Danemark-Yougoslavie et la demi-finale Espagne-Danemark.
1986
En mai 1986, il accueillit la finale de la Coupe des Coupes entre le Dynamo Kiev et l'Atlético Madrid (victoire des soviétiques 3-0).
1997
- Le 25 juin, durant son HIStory World Tour, Michael Jackson se produit dans un concert pop devant plus de 25 000 personnes.
- Lors du Tournoi de France, deux matchs furent disputés au stade de Gerland :
  - France - Brésil : 1-1, le but brésilien étant le célèbre coup franc de Roberto Carlos ;
  - Brésil - Italie : 3-3.

### Coupe du Monde 1998
Le stade a accueilli 5 matchs de poule et un quart de finale lors de la Coupe du monde de football de 1998
| Date           | Equipe 1     | Score | Equipe 2 | Rencontre     | Affluence |
| -------------- | ------------ | ----- | -------- | ------------- | --------- |
| 13 juin 1998   | Corée du Sud | 1-3   | Mexique  | Groupe E      | 39 133    |
| 15 juin 1998   | Roumanie     | 1-0   | Colombie | Groupe G      | 37 572    |
| 21 juin 1998   | États-Unis   | 1-2   | Iran     | Groupe F      | 39 100    |
| 24 juin 1998   | France       | 2-1   | Danemark | Groupe C      | 39 100    |
| 26 juin 1998   | Japon        | 1-2   | Jamaïque | Groupe H      | 39 100    |
| 4 juillet 1998 | Allemagne    | 0-3   | Croatie  | 1/4 de finale | 39 100    |

#### Coupe des confédérations
En 2003, le stade de Gerland a été un des hôtes de la Coupe des confédérations. S'y déroula, outre 4 matchs de poules, la demi-finale entre le Cameroun et la Colombie, marquée par la mort tragique du camerounais Marc-Vivien Foé, ancien joueur de l'Olympique lyonnais.

#### Équipe de France de football
| Liste des matchs de l'équipe de France de football disputés au stade de Gerland | Liste des matchs de l'équipe de France de football disputés au stade de Gerland | Liste des matchs de l'équipe de France de football disputés au stade de Gerland | Liste des matchs de l'équipe de France de football disputés au stade de Gerland | Liste des matchs de l'équipe de France de football disputés au stade de Gerland | Liste des matchs de l'équipe de France de football disputés au stade de Gerland | Liste des matchs de l'équipe de France de football disputés au stade de Gerland |
| N°                                                                              | Date                                                                            | Match                                                                           | Score                                                                           | Compétition                                                                     | Affluence                                                                       |                                                                                 |
| ------------------------------------------------------------------------------- | ------------------------------------------------------------------------------- | ------------------------------------------------------------------------------- | ------------------------------------------------------------------------------- | ------------------------------------------------------------------------------- | ------------------------------------------------------------------------------- | ------------------------------------------------------------------------------- |
| 1                                                                               | 17 octobre 1968                                                                 | France - Espagne                                                                | 1-3                                                                             | Match amical                                                                    | 35 000                                                                          |                                                                                 |
| 2                                                                               | 11 novembre 1970                                                                | France - Norvège                                                                | 3-1                                                                             | Éliminatoires de l'Euro 1972                                                    | 10 357                                                                          |                                                                                 |
| 3                                                                               | 14 mai 1982                                                                     | France - Bulgarie                                                               | 0-0                                                                             | Match amical                                                                    | 45 000                                                                          |                                                                                 |
| 4                                                                               | 22 mars 1994                                                                    | France - Chili                                                                  | 3-1                                                                             | Match amical                                                                    | 32 000                                                                          |                                                                                 |
| 5                                                                               | 3 juin 1997                                                                     | France - Brésil                                                                 | 1-1                                                                             | Tournoi de France 1997 (amical)                                                 | 28 193                                                                          |                                                                                 |
| 6                                                                               | 24 juin 1998                                                                    | France - Danemark                                                               | 2-1                                                                             | Coupe du monde 1998 (1er tour)                                                  | 39 100                                                                          |                                                                                 |
| 7                                                                               | 18 juin 2003                                                                    | France - Colombie                                                               | 1-0                                                                             | Coupe des confédérations 2003 (1er tour)                                        | 38 544                                                                          |                                                                                 |
| 8                                                                               | 5 juin 2009                                                                     | France - Turquie                                                                | 1-0                                                                             | Match amical                                                                    | 40 000                                                                          |                                                                                 |

#### Autres
Gerland est aussi un des stades de la Danone Nations Cup, compétition de football qui réunit les jeunes du monde entier.

### Rugby

#### Equipe de France de rugby
| N° | Date             | Type | Equipe 1 | Score | Equipe 2         | Affluence |
| -- | ---------------- | ---- | -------- | ----- | ---------------- | --------- |
| 1  | 26 avril 1953    | Test | France   | 22-8  | Italie           | 5 763     |
| 2  | 28 novembre 1965 | Test | France   | 8-3   | Roumanie         | 15 000    |
| 3  | 19 octobre 1975  | Test | France   | 29-6  | Argentine        | 3 146     |
| 4  | 17 octobre 1992  | Test | France   | 15-20 | Afrique du Sud   | 27 096    |
| 5  | 15 novembre 1997 | Test | France   | 32-36 | Afrique du Sud   | 28 000    |
| 6  | 11 novembre 2006 | Test | France   | 3-47  | Nouvelle-Zélande | 40 674    |

#### Championnat de France de rugby à XV

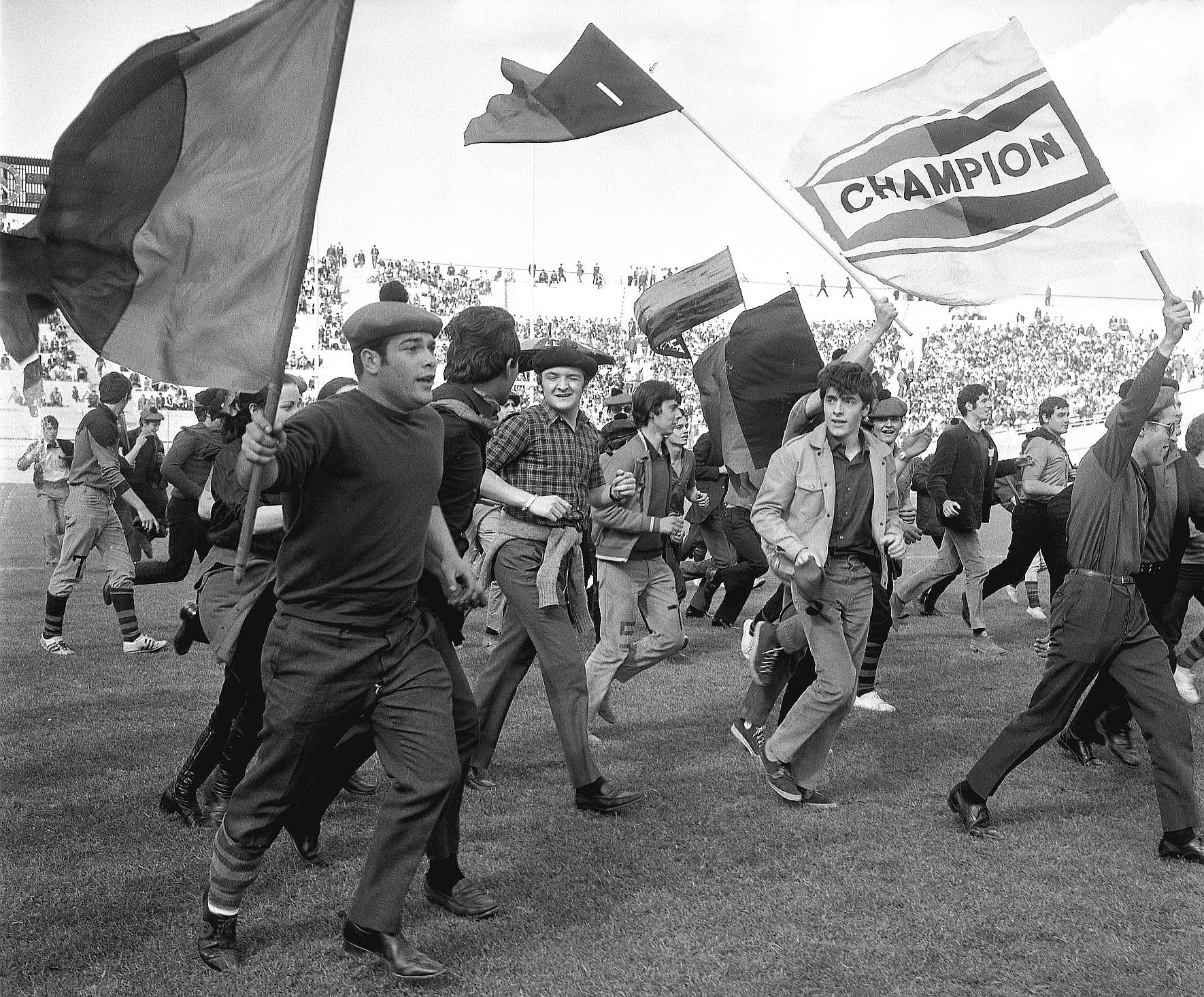
Supporters du Stade toulousain sur la pelouse lors de la finale du championnat de France de rugby à XV en 1969.

5 finales du championnat de France de rugby à XV se tiennent au stade, en 1957, 1961, 1965, 1969 et 1972.
| N° | Date        | Equipe 1   | Score | Equipe 2         | Affluence |
| -- | ----------- | ---------- | ----- | ---------------- | --------- |
| 1  | 26 mai 1957 | FC Lourdes | 16-13 | Racing CF        | 30 000    |
| 2  | 28 mai 1961 | AS Béziers | 6-3   | US Dax           | 35 000    |
| 3  | 23 mai 1965 | SU Agen    | 15-8  | CA Brive         | 28 758    |
| 4  | 19 mai 1969 | CA Bègles  | 11-9  | Stade Toulousain | 22 191    |
| 5  | 21 mai 1972 | AS Béziers | 9-0   | CA Brive         | 36 161    |

### Coupe du monde de rugby à XV
En 2007, le stade accueille trois matchs de poule de la coupe du monde de rugby à XV. Tous se déroulent à guichets fermés
| Date              | Poule | Equipe 1         | Score  | Equipe 2 | Affluence |
| ----------------- | ----- | ---------------- | ------ | -------- | --------- |
| 8 septembre 2007  | B     | Australie        | 91-3   | Japon    | 40 043    |
| 11 septembre 2007 | D     | Argentine        | 33-3   | Géorgie  | 40 240    |
| 15 septembre 2007 | C     | Nouvelle-Zélande | 108-13 | Portugal | 40 729    |

#### Coupe d'Europe de rugby à XV
En 1999, se déroule à Gerland la finale du Challenge européen. Elle oppose l'ASM Clermont Auvergne et Bourgoin-Jallieu devant 31 896 spectateurs. L'ASM l'emporte 35-16.
En 2017, le stade accueille la demi-finale de l'European Rugby Champions Cup entre l'ASM Clermont Auvergne et le Leinster Rugby. Les Clermontois s'imposent 27-22 devant 40 024 spectateurs

#### Barbarians Français
Le 13 novembre 2021, les Barbarians Français défient les Tonga au Matmut Stadium, pour leur première rencontre depuis trois ans. Ils s'imposent 42 à 17 devant 11 266 spectateurs

##### Rugby à XIII
En 1954, Gerland a accueilli le match Grande-Bretagne-Australie de la Coupe du monde de rugby à XIII. En 1972 il a accueilli ce même match pour la Finale de cette coupe.
Au cours des années 1950 des test matchs France - Australie, France - Grande-Bretagne et France - Nouvelle-Zélande se sont également déroulés à Gerland. Le 3e test match France-Australie de la tournée des Kangourous 1952-53 y a rassemblé près de 25 000 spectateurs.

## Concerts
Gerland est aussi utilisé pour des évènements de masse tels que les concerts des Rolling Stones, de Pink Floyd, Johnny Hallyday, Genesis, Michael Jackson, en 1997, pour la tournée HIStory World Tour, par exemple.

## Accessibilité
Ce site est desservi par les transports en commun lyonnais :
- Métro B, station Stade de Gerland
- Tramway T1, station Debourg à 10 minutes à pied
- Tramway T6, stations Debourg et Challemel-Lacour à 8 minutes à pied
- Ligne de bus 60, arrêt Chambaud de la Bruyère à 10 minutes à pied.

Deux stations Vélo'v sont à proximité : Parc de Gerland (allée Pierre de Coubertin), Gerland (square Galtier).